# Domaine de Yunagaya

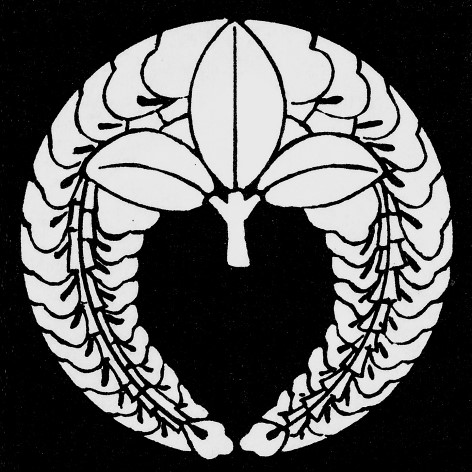
Emblème (mon) du clan Naitō.

Le domaine de Yunagaya (湯長谷藩, Yunagaya-han) est un domaine féodal japonais durant l'époque d'Edo, situé dans la province de Mutsu et qui est dirigé pendant toute son histoire par le clan Naitō.

## Source de la traduction
- (en) Cet article est partiellement ou en totalité issu de l’article de Wikipédia en anglais intitulé « Yunagaya Domain » (voir la liste des auteurs).